# Овощеводство
.

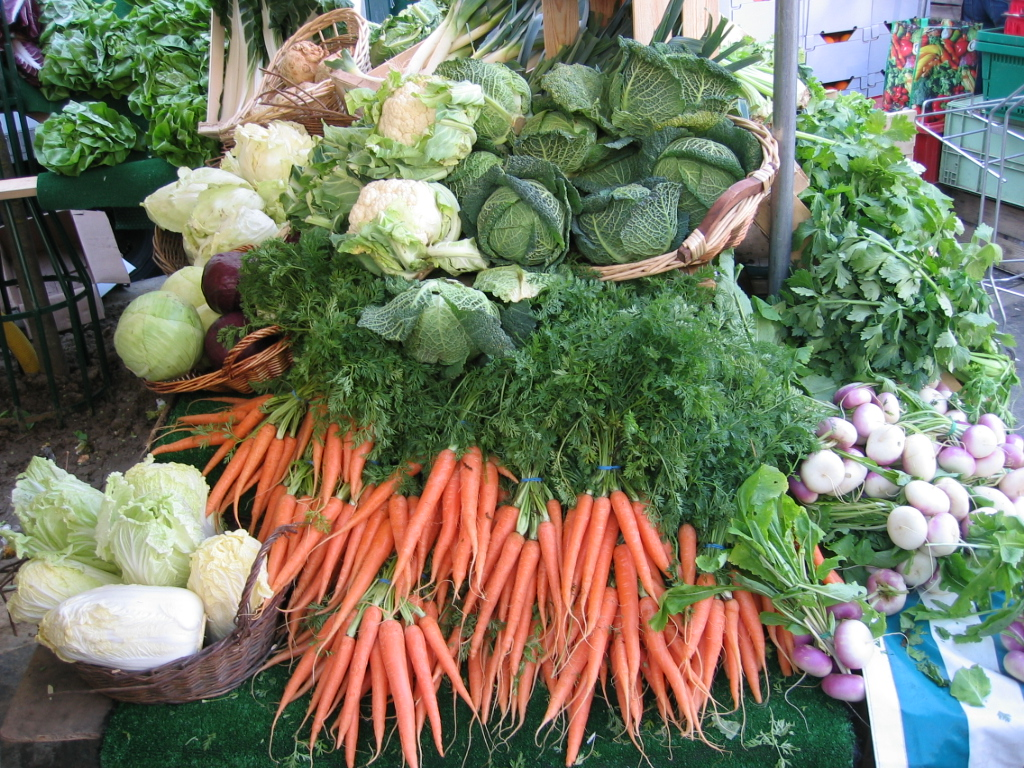
Овощи на базаре

Овощево́дство — отрасль растениеводства в сельском хозяйстве, занимающаяся выращиванием, разработкой и улучшением технологий культивации овощных и бахчевых культур открытого и закрытого грунта, селекцией и семеноводством.
Первые упоминания о выращивании овощей относятся к 5 в. н.э. Уже в 11-15 вв. на Руси овощеводство было хорошо развито.

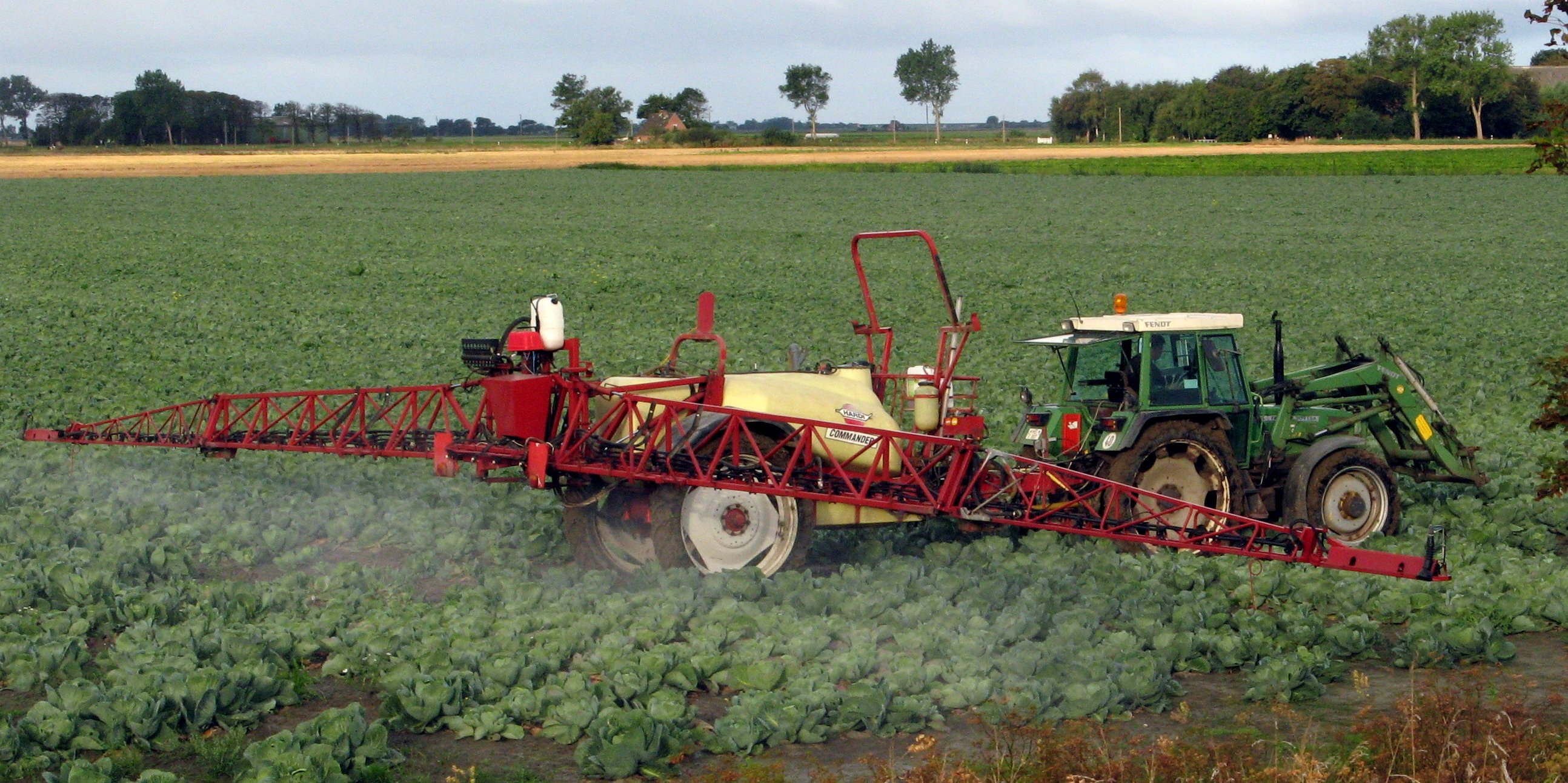

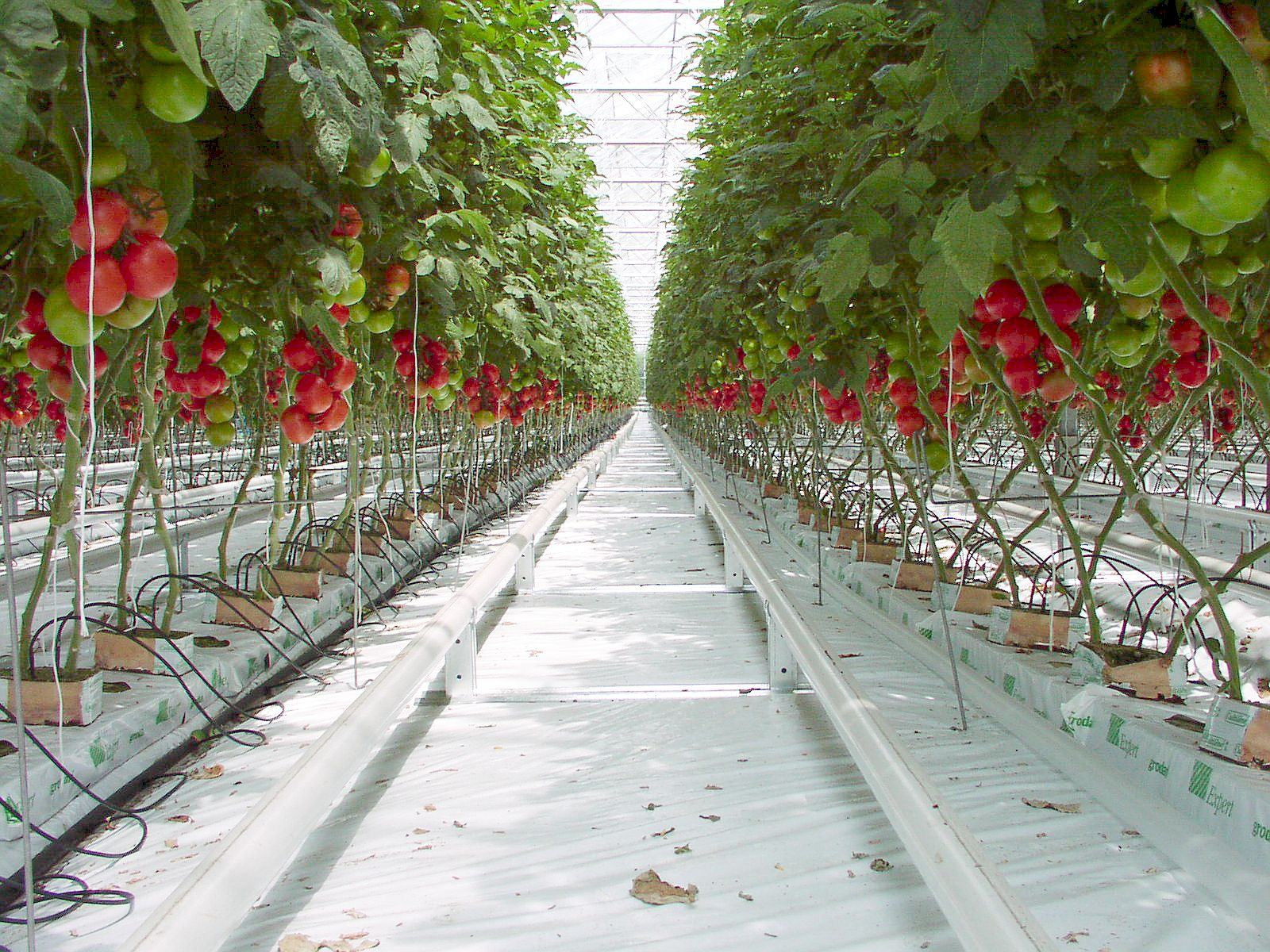

Основные агротехнические мероприятия, применяемые для повышения урожайности овощных культур, это: использование качественных семян наиболее продуктивных сортов и их гибридов, правильный севооборот с чередованием культур, орошение, грамотное применение органических, минеральных, биологических и других удобрений и средств защиты от насекомых и вредителей. 
Овощеводство — это отрасль сельского хозяйства, которая занимается производством овощей для потребления в свежем и переработанном виде, а также для перерабатывающей промышленности. Как наука овощеводство занимается изучением морфобиологических особенностей овощных растений и технологий их выращивания, селекции.

## Овощеводство закрытого грунта в России
Овощеводство закрытого грунта имеет в России особое значение из-за климатических условий. Тепличные комбинаты по регионам. 
В 2021 году самообеспеченность огурцами достигла 95%, томатами 65%.
В 2021 году урожай в зимних теплицах обновил рекорд 2020 года – получено более 1,4 млн тонн продукции. В том числе производство огурцов составило не менее 830 тыс. тонн, а томатов – 590 тыс. тонн. 
Урожайность культур ежегодно повышается благодаря использованию высокопродуктивных сортов и современных технологий. В теплицах пятого поколения она достигает порядка 100 кг/1 м² по томату и более 160 кг/1 м² по огурцу.
Лидерами среди регионов в овощеводстве закрытого грунта являются Липецкая, Московская, Калужская, Волгоградская, Новосибирская, Саратовская, Челябинская области, Краснодарский и Ставропольский края, республики Башкортостан и Татарстан, Карачаево-Черкесская Республика. На их долю приходится более 60% от общего объема производства в стране. 
Объемы увеличиваются за счет ввода в эксплуатацию новых комплексов модернизации действующих предприятий. В 2021 году их площади прибавили 6% — с 3 до 3,2 тыс. гектаров. Ожидается, что к 2025 году объем производства овощей в круглогодичных теплицах составит не менее 1,6 млн тонн овощей. 
В первую очередь инвесторы начали вкладываться в теплицы по производству огурцов. В итоге за восемь лет производство огурцов защищенного грунта в России увеличилось более чем в два раза – с 392 тыс. тонн в 2013 году до 830 тыс. в 2021 году. Вместе с ростом производства тепличных овощей выросло и их потребление. За восемь лет потребление огурцов в России увеличилось в полтора раза – с 616 тыс. тонн в 2013 году до 935 тыс. тонн в 2021 году. С 2022 года государство начнет компенсировать строительство тепличных предприятий в регионах Дальнего Востока. 
Национальный союз производителей плодов и овощей в 2021 году отметил самую высокую динамику в выращивании томатов: это приводит к снижению закупок за рубежом на 10-15%. В 2022 году производство тепличных овощей продолжится, а после того, как будут закрываться внутренние потребности, российские производители готовы к поставкам за рубеж.
По итогам 2021 года производство грибов  в России увеличилось на 16% и превысило 100 тыс. тонн. 
Регионами-лидерами по их выращиванию являются Краснодарский край, Курская, Тульская и Калужская области. Также динамично грибоводство развивается в Ленинградской, Воронежской и Московской областях. Грибоводство стало за последние несколько лет одним из наиболее активно развивающихся направлений.
Около 75% культивируемых грибов занимает китайская продукция. На Россию приходится 0,4% от всего объема мирового рынка.

## Овощеводство открытого грунта в России
Традиционными лидерами по производству грунтовых овощей являются Астраханская, Волгоградская, Московская, Ростовская, Саратовская, Воронежская области, Краснодарский и Ставропольский края, а также республики Северного Кавказа. 
На 22 сентября 2022 продолжается сбор сезонных овощей, в организованном секторе уже получено 2,2 млн тонн продукции открытого грунта, что на 1,6% больше показателя прошлого года. 
Кроме того собрали 1,12 млн тонн тепличных овощей (+8%), в том числе 654,2 тыс. тонн огурцов (+7,4%) и 451 тыс. тонн томатов (+7,7%). В десятку ведущих регионов в этом сегменте входят Липецкая, Московская, Волгоградская, Калужская, Новосибирская области, Краснодарский и Ставропольский края, республики Карачаево-Черкессия, Татарстан и Башкортостан. .